# سیبراند
سیبراند (به انگلیسی: Master Sibrand)، رئیس شوالیه‌های تتونیک و یکی از فرماندهان نیروهای صلیبی در طول جنگ صلیبی سوم بود که به همراه فردریک بارباروسا عازم سرزمین‌های مقدس شد.